# Wallace & Gromit: The Curse of the Were-Rabbit

Wallace & Gromit: The Curse of the Were-Rabbit (bra: Wallace & Gromit - A Batalha dos Vegetais; prt: Wallace & Gromit: A Maldição do Coelhomem) é um filme de animação britânico-americano do gênero claymation produzido pela Aardman Animations e DreamWorks Animation. Lançado em 2005, o filme foi distribuído pela DreamWorks Pictures nos Estados Unidos e pela United International Pictures no Reino Unido. Dirigido por Nick Park e Steve Box, o filme é baseado na série Wallace & Gromit, de autoria de Park, sendo o primeiro longa metragem animado baseado nos personagens e a segunda produção da Aardman, depois de A Fuga das Galinhas (2000). A animação teve uma premiere em Sydney, Austrália, em 4 de setembro de 2005, antes de ser lançado comercialmente nos cinemas norte-americanos em 7 de outubro de 2005 e nos cinemas britânicos em 14 de outubro de 2005.
The Curse of the Were-Rabbit acompanha o excêntrico inventor Wallace e seu fiel e companheiro cão inteligentemente mudo Gromit em seu mais recente empreendimento como agentes de controle de pragas enquanto eles trabalham em uma vila atormentada por coelhos antes de uma competição anual de vegetais.
O filme apresenta um elenco expandido de personagens em relação aos curtas anteriores de Wallace e Gromit, com um elenco de voz incluindo Peter Sallis, Helena Bonham Carter e Ralph Fiennes. Tornou-se um sucesso crítico e comercial, ganhando vários prêmios do cinema, incluindo o Óscar de melhor longa de animação, tornando-se o segundo filme da DreamWorks Animation a vencer a estatueta (depois de Shrek), bem como o segundo filme de animação produzido fora dos Estados Unidos a receber o prêmio (depois de A Viagem de Chihiro). Até hoje, The Curse of the Were-Rabbit é a única produção feita para o cinema da franquia Wallace and Gromit.

## Enredo
O "Concurso Anual de Vegetais Gigantes" está se aproximando. O vencedor da competição vai ganhar o Prêmio Cenoura Dourada. Todos estão ansiosos para proteger os seus produtos hortícolas de danos e roubos por coelhos até o concurso, e Wallace e Gromit estão lucrando com um negócio de segurança vegetal e controle de pragas humanas, chamado "Anti-Praga".
No entanto, eles estão enfrentando dois problemas: o primeiro é o peso crescente de Wallace e o segundo é o espaço inadequado para os coelhos capturados. Wallace tem uma grande ideia: usar sua máquina de manipulação da mente para fazer lavagem cerebral nos coelhos, permitindo que um maior número de coelhos seja capturado sem sofrer ferimentos. Ao executar a operação, ele acidentalmente, pressiona o botão errado e acontece um terrível acidente, de alguma forma deixa um coelho semi-inteligente. Logo, a cidade está sendo aterrorizada por um "coelhomem"/"coelhosomem", uma criatura gigante que come todos os vegetais de todo tamanho. Os Anti-Praga entram numa rivalidade com o Lorde Victor Quartermaine para capturar o coelhomem/coelhosomem - e também para conquistar o coração da Senhorita Campânula "Totinha" Tottington.
Depois de uma caçada noturna, Gromit descobre que o coelhomem/coelhosomem, na verdade, é o Wallace, porque ele tinha sofrido os efeitos do acidente do operador mental. Victor encurrala Wallace durante a noite, mas o inventor acaba no meio da meia-noite e se transforma. Victor, tendo identificado o coelho, então, vai ao Reverendo Hedges e ganha uma munição de balas douradas.
Após o duelo final, Victor e Phillip capturam Gromit, que posteriormente foge e decide fazer o último sacrifício, usando sua abobrinha como isca para Wallace, que, em sua forma de coelho, invade o Concurso de Vegetais, criando pânico. A Sra. Tottington descobre que o coelho, na verdade, é Wallace, e pede que ele fuja de Victor. Enquanto isso, em meio de uma batalha aérea canina, Phillip, que é o cachorro de Victor, está caçando Gromit. Gromit consegue destruir o avião de Phillip, mas ele consegue fugir da destruição e acaba brigando com ele pela posse do avião, mas é derrotado por Gromit, atirando-o no pula-pula.
No topo da Mansão Tottington, o aviãozinho de Gromit circula Wallace, que estava correndo o risco de ser morto por uma cenoura dourada, que, na verdade, é o troféu para o concurso, mas Victor decide usá-la como arma. Victor começa a atirar, mas Wallace é salvo quando ele pula para salvar Gromit do avião que estava sem combustível e que acaba caindo, e ambos começam a cair do telhado. Victor comemora, mas acaba caindo também, nocauteado por uma cenoura gigante da Totinha. E Gromit o veste de coelhomem/coelhosomem e o atira sobre a multidão enraivecida.
Gromit e Totinha circulam Wallace, que poucos segundos, volta ao normal. Gromit e Totinha se lamentam com a perda terrível, mas Gromit, o revive com a ajuda do queijo gorgonzola. Seu futuro noivo ganha a competição, e Totinha cria um santuário de coelhos, onde todos os coelhos poderão ter sua vida em um gramado.

## Elenco

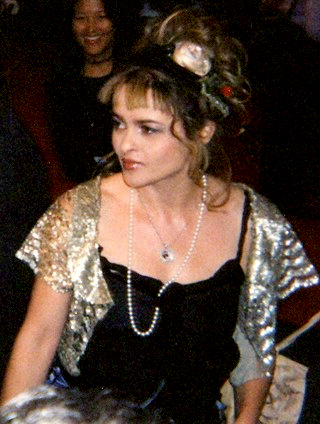
Helena Bonham Carter na estréia norte-americana do filme no Festival Internacional de Cinema de Toronto de 2005

- Peter Sallis como Wallace, um inventor excêntrico, distraído e propenso a acidentes, com um grande desejo por queijos, que dirige o Anti-Pesto com seu cão e melhor amigo, Gromit.
  - Sallis também fornece a voz de Hutch, um coelho em cativeiro que gradualmente se torna parecido com Wallace depois que uma tentativa de alteração de suas mentes através de uma invenção de Wallace dá errado e quem a princípio é suspeito de ser o coelhomem/coelhosomem; a voz de Sallis foi acelerada digitalmente para criar a de Hutch.
    - Gromit é o cão mudo, valente e altamente inteligente de Wallace que se importa profundamente com seu dono e o salva sempre que ele está em perigo.
- Ralph Fiennes como Lorde Victor Quartermaine, um caçador cruel e orgulhoso de classe alta que corteja Lady Tottington. Ele usa uma peruca e despreza Wallace e Gromit.
  - Philip é o cão de caça vicioso mas mal-humorado de Victor que se assemelha a um bull terrier. Ele é muito covarde para enfrentar o coelhomem/coelhosomem, procurando atacar somente Gromit.
- Helena Bonham Carter como Lady Campanula Tottington, uma rica solteirona aristocrática com grande interesse em horticultura vegetal e animais "fofos". Por 517 anos a família Tottington realizou na cidade uma competição anual de vegetais em sua propriedade. Lady Tottington pede que Wallace a chame de "Totty" (que é um termo britânico para mulheres atraentes) e desenvolve um interesse romântico nele. Seu nome, Campanula, é o nome científico de uma campânula e seu sobrenome é tirado da vila de Tottington, em Lancashire.
- Peter Kay como policial Albert Mackintosh, o policial da vila local que aprova a realização do concurso de vegetais gigantes, embora ele, no fundo, prefira que a "problemática competição" não aconteça.
- Nicholas Smith como o reverendo Clement Hedges, o tolo vigário local e o primeiro residente a testemunhar o coelhomem/coelhosomem.
- Dicken Ashworth e Liz Smith como Sr. e Sra. Palha, competidores do concurso de vegetais gigantes e clientes da Anti-Praga de Wallace e Gromit.
- Edward Kelsey como Sr. Growbag, um idoso residente do bairro de Wallace e Gromit e membro fundador do conselho de cultivadores de hortaliças da cidade.
- Geraldine McEwan como Miss Thripp, outra cliente da Anti-Praga de Wallace e Gromit. McEwan reprisou seu papel no curta animado Wallace & Gromit: A Matter of Loaf and Death.

## Produção

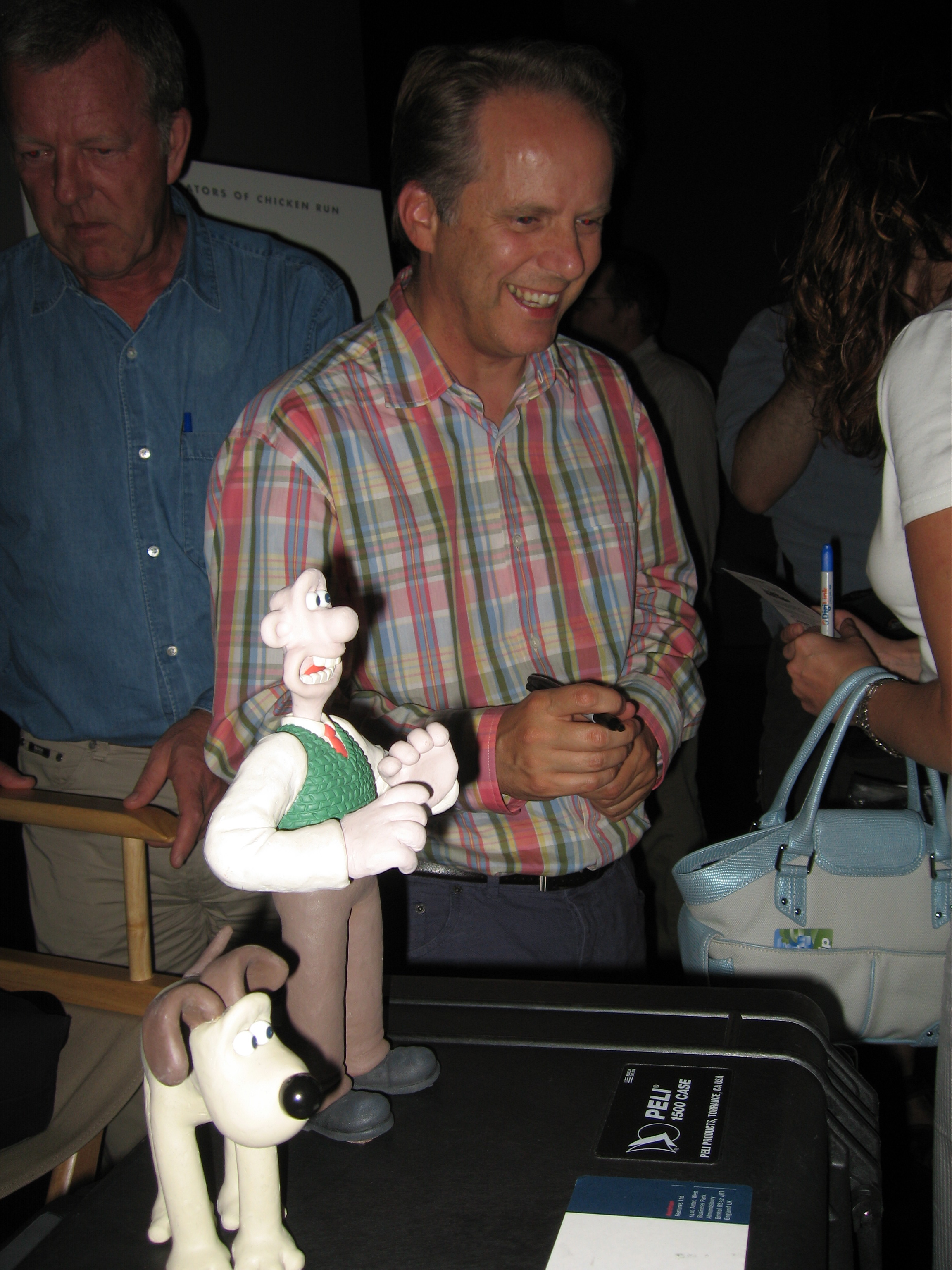
O diretor e criador da série Wallace e Gromit Nick Park durante a estréia do filme

Em março de 2000 foi oficialmente anunciado que Wallace e Gromit estrelariam seu próprio longa-metragem de animação para o cinema. The Curse of the Were-Rabbit seria, originalmente, o próximo filme da Aardman após a realização de The Tortoise and the Hare, cujo projeto foi posteriormente abandonado pelo estúdio em julho de 2001, devido a questões de roteiro.
Os diretores Nick Park e Steve Box costumam se referir ao filme como "o primeiro filme de terror vegetariano" do mundo. Peter Sallis (a voz de Wallace) é acompanhado no filme por Ralph Fiennes (como Lord Victor Quartermaine), Helena Bonham Carter (como Lady Campanula Tottington), Peter Kay (como Policial Mackintosh), Nicholas Smith (como Reverendo Clement Hedges) e Liz Smith (como a Sra. Palha). Como estabelecido nos curtas-metragens anteriores, Gromit é um personagem mudo, comunicando-se puramente através de linguagem corporal.
O filme originalmente iria ser chamado Wallace & Gromit: The Great Vegetable Plot, mas o título foi alterado depois que uma pesquisa de mercado revelou que o nome não seria popular; a primeira data de lançamento estipulada para o filme foi novembro de 2004. A produção começou oficialmente em setembro de 2003 e o filme foi lançado em setembro de 2005. Em julho de 2003, a Entertainment Weekly divulgou, enfim, o nome definitivo da animação: Wallace & Gromit: The Curse of the Were-Rabbit.
Park disse a um entrevistador que, depois de analisar sessões de testes com crianças britânicas e americanas, o filme foi alterado para "atenuar alguns dos sotaques britânicos e fazer com que os personagens falassem com mais clareza para que o público americano entendesse melhor a história". Park revelou também que, durante a realização do filme, ele recebia frequentemente notas da DreamWorks cobrando diversas mudanças em alguns aspectos da animação, o que o irritava; durante essa mesma entrevista, ele relembrou uma nota da DreamWorks que contestava o carro de Wallace que dizia que o veículo do personagem deveria ser mais moderno, nota essa que ele recusou a acatar porque achava que "fazer as coisas e objetos do filme parecerem antiquados fazia com que a animação parecesse mais engraçada".
O veículo que Wallace dirige no filme é uma van Austin A35. Em colaboração com a Aardman, na primavera de 2005, uma réplica do modelo em miniatura foi criada pelos irmãos Mark e David Armé, fundadores do International Austin A30/A35 Register, para fins promocionais. Em uma personalização que gastou quinhentas horas, uma van original de 1964 recebeu uma restauração completa do corpo, antes de ser amassada e danificada de forma leve para reproduzir perfeitamente o modelo usado no filme.

## Lançamento
O filme teve sua premiere em 4 de setembro de 2005, em Sydney, na Austrália. Foi lançado nos cinemas dos Estados Unidos em 7 de outubro de 2005 e chegou nas salas britânicas uma semana depois. A edição em DVD do filme foi lançada em 7 de fevereiro de 2006 nos Estados Unidos e em 20 de fevereiro de 2006 no Reino Unido.

### Mídia doméstica
Na Região 2, o filme foi lançado em DVD como um especial de dois discos, incluindo o curta Wallace and Gromit's Cracking Contraptions, além de vários outros extras. Na Região 1, o filme foi lançado em DVD nas versões widescreen e fullscreen e VHS em 7 de fevereiro de 2006; The Curse of the Were-Rabbit foi o último filme da DreamWorks Animation a ser lançado em VHS.
Um jogo de videogame homônimo também foi lançado enquanto o filme esteve em exibição nos cinemas. O filme posteriormente também ganhou uma novelização: Wallace and Gromit: The Curse of the Were-Rabbit: The Movie Novelization, escrita por Penny Worms.
A animação foi relançada em DVD no dia 13 de maio de 2014 como parte de um lançamento que incluiu os outros dois filmes da parceria Aardman/DreamWorks: A Fuga das Galinhas e Por Água Abaixo. Uma edição em Blu-ray do filme foi lançada pela Universal Pictures Home Entertainment nos Estados Unidos em 4 de junho de 2019.

## Recepção

### Comercial
Wallace & Gromit: The Curse of the Were-Rabbit abriu em 3.645 cinemas nos Estados Unidos e teve um fim de semana de estréia bruto de US$ 16 milhões, colocando-o em número um no seu primeiro fim de semana; durante seu segundo fim de semana, o filme ficou em segundo lugar com apenas US$ 200.000 a menos que The Fog. A animação permaneceu como número um em todo o mundo por três semanas seguidas. The Curse of the Were-Rabbit arrecadou US$ 192,6 milhões nas bilheterias mundiais, dos quais US$ 56,1 milhões vieram dos Estados Unidos. Atualmente, o filme ocupa a segunda posição na lista das maiores bilheterias de stop-motion de todos os tempos, perdendo apenas para A Fuga das Galinhas.

### Crítica
No agregador Rotten Tomatoes Wallace & Gromit: The Curse of the Were-Rabbit detém uma taxa de aprovação de 95% com base em 180 avaliações, com uma classificação média de 8.1/10; o consenso crítico do site diz: "The Curse of the Were-Rabbit é uma aventura sutilmente tocante e maravilhosamente excêntrica com Wallace e Gromit". No Metacritic, o filme recebeu uma pontuação média ponderada de 87/100 com base em 38 críticas, indicando "aclamação universal". As audiências pesquisadas pelo CinemaScore deram ao filme a nota média "B+" em uma escala que varia de A+ a F.

### Prêmios e indicações
| Cerimônia                                     | Categoria                                                | Recipiente(s)                                                            | Resultado |
| --------------------------------------------- | -------------------------------------------------------- | ------------------------------------------------------------------------ | --------- |
| Oscar 2006                                    | Melhor filme de animação                                 | Nick Park Steve Box                                                      | Venceu    |
| Annie Award                                   | Melhores efeitos animados                                | Jason Wen                                                                | Venceu    |
| Annie Award                                   | Melhor filme de animação                                 |                                                                          | Venceu    |
| Annie Award                                   | Melhor Animação de Personagens                           | Claire Billet                                                            | Venceu    |
| Annie Award                                   | Melhor Design de Personagens em uma Produção de Animação | Nick Park                                                                | Venceu    |
| Annie Award                                   | Melhor direção em uma produção animada                   | Nick Park Steve Box                                                      | Venceu    |
| Annie Award                                   | Melhor Música em uma Produção de Animação                | Julian Nott                                                              | Venceu    |
| Annie Award                                   | Melhor design de produção em uma produção animada        | Phil Lewis                                                               | Venceu    |
| Annie Award                                   | Melhor Storyboard em uma produção de animação            | Bob Persichetti                                                          | Venceu    |
| Annie Award                                   | Melhor dublagem                                          | Peter Sallis na voz de Wallace                                           | Venceu    |
| Annie Award                                   | Melhor roteiro em uma produção animada                   | Steve Box Nick Park Mark Burton Bob Baker                                | Venceu    |
| Annie Award                                   | Melhor Animação de Personagens                           | Jay Grace Christopher Sadler                                             | Indicado  |
| Annie Award                                   | Melhor Storyboard em uma produção de animação            | Michael Salter                                                           | Indicado  |
| Annie Award                                   | Melhor Atuação de Voz em uma Produção de Animação        | Helena Bonham Carter na voz de Lady Campanula Tottington                 | Indicado  |
| Annie Award                                   | Melhor Atuação de Voz em uma Produção de Animação        | Ralph Fiennes na voz de Victor Quartermaine                              | Indicado  |
| Annie Award                                   | Melhor Atuação de Voz em uma Produção de Animação        | Nicholas Smith na voz de Reverend Clement Hedges                         | Indicado  |
| British Academy Film Awards (BAFTA)           | Melhor Filme Britânico                                   | Claire Jennings David Sproxton Nick Park Steve Box Mark Burton Bob Baker | Venceu    |
| British Comedy Awards                         | Melhor Filme de Comédia                                  | Nick Park                                                                | Venceu    |
| Critics' Choice Awards                        | Melhor filme de animação                                 | Nick Park e Steve Box                                                    | Venceu    |
| Dallas-Fort Worth Film Critics Association    | Melhor filme de animação                                 |                                                                          | Venceu    |
| Empire Awards                                 | Melhor diretor                                           | Nick Park Steve Box                                                      | Venceu    |
| Empire Awards                                 | Melhor Filme Britânico                                   |                                                                          | Indicado  |
| Empire Awards                                 | Melhor comédia                                           |                                                                          | Indicado  |
| Empire Awards                                 | Cena do ano                                              |                                                                          | Indicado  |
| Florida Film Critics Circle Awards            | Melhor filme de animação                                 |                                                                          | Venceu    |
| Prémio Hugo                                   | Melhor performance dramática                             |                                                                          | Indicado  |
| London Film Critics' Circle                   | Filme britânico do ano                                   |                                                                          | Indicado  |
| Los Angeles Film Critics Association Awards   | Melhor filme de animação                                 |                                                                          | Venceu    |
| Motion Picture Sound Editors                  | Melhor Edição de Som em Longa-metragem (Animação)        |                                                                          | Venceu    |
| Golden Tomato Awards 2005                     | Melhor filme de animação                                 |                                                                          | Venceu    |
| Golden Tomato Awards 2005                     | Melhor lançamento                                        |                                                                          | Venceu    |
| New York Film Critics Online Awards 2005      | Melhor filme de animação                                 |                                                                          | Venceu    |
| Kids' Choice Awards                           | Filme de animação favorito                               |                                                                          | Indicado  |
| Online Film Critics Society Awards            | Melhor filme de animação                                 |                                                                          | Venceu    |
| Producers Guild of America Award              | Produção animada do ano                                  | Claire Jennings Nick Park                                                | Venceu    |
| Prêmios Satellite                             | Excelente filme, animação ou mídia mista                 |                                                                          | Indicado  |
| Prêmio Saturno                                | Melhor filme de animação                                 |                                                                          | Indicado  |
| Toronto Film Critics Association              | Melhor filme de animação                                 | Nick Park e Steve Box                                                    | Venceu    |
| Visual Effects Society                        | Personagem Animado de Destaque em um Filme de Animação   | Gromit                                                                   | Venceu    |
| Washington D.C. Area Film Critics Association | Melhor filme de animação                                 |                                                                          | Venceu    |

## Trilha sonora
Todas as músicas compostas por Julian Nott e orquestradas Hans Zimmer.
| N.º            | Título                       | Artist         | Duração |  |
| 1.             | "A Grand Day Out"            |                | 1:54    |  |
| 2.             | "Anti-Pesto to the Rescue"   |                | 3:18    |  |
| 3.             | "Bless You, Anti-Pesto"      |                | 1:56    |  |
| 4.             | "Lady Tottington and Victor" |                | 2:03    |  |
| 5.             | "Fire Up the Bun-Vac"        |                | 1:47    |  |
| 6.             | "Your Ladyship"              |                | 1:07    |  |
| 7.             | "Brainwash and Go"           |                | 2:28    |  |
| 8.             | "Harvest Offering"           |                | 2:30    |  |
| 9.             | "Arson Around"               |                | 2:23    |  |
| 10.            | "A Big Trap"                 |                | 3:27    |  |
| 11.            | "The Morning After"          |                | 1:44    |  |
| 12.            | "Transformation"             |                | 4:05    |  |
| 13.            | "Ravaged in the Night"       |                | 1:45    |  |
| 14.            | "Fluffy Lover Boy"           |                | 4:36    |  |
| 15.            | "Kiss My Artichoke"          |                | 4:31    |  |
| 16.            | "Dogfight"                   |                | 3:39    |  |
| 17.            | "Every Dog Has His Day"      |                | 2:43    |  |
| 18.            | "All Things Fluffy"          |                | 1:07    |  |
| 19.            | "Wallace and Gromit"         |                | 1:08    |  |
| Duração total: | Duração total:               | Duração total: | 48:11   |  |

## Encerramento da parceria DreamWorks/Aardman
Depois que a bilheteria de Por Água Abaixo deixou a desejar, foi divulgado em 3 de outubro de 2006 e confirmado em 30 de janeiro de 2007 que a DreamWorks encerraria sua parceria com a Aardman. Ao revelar as perdas relacionadas com Por Água Abaixo, a DreamWorks também informou que havia subtraído US$ 29 milhões da receita de Wallace & Gromit: The Curse of the Were-Rabbit e que, mesmo com seu sucesso financeiro, o filme ainda ficou abaixo das expectativas.
Após o fim da parceria, a Aardman manteve a propriedade completa do filme, enquanto a DreamWorks Animation manteve os direitos de distribuição mundial perpetuamente, excluindo alguns direitos de televisão e mercados secundários do Reino Unido. Logo após o fim do acordo, a Aardman anunciou que iria prosseguir com outro projeto dos personagens Wallace e Gromit retornando com a produção de curtas animados (como nos primórdios da série no fim da década de 1980) lançando A Matter of Loaf and Death pela televisão através do canal britânico BBC One.
Durante a produção do curta, Park comentou publicamente sobre as dificuldades em trabalhar com a DreamWorks durante a produção de The Curse of the Were-Rabbit, como as constantes notas de produção e exigências da empresa americana para alterar vários aspectos do filme para atrair mais as crianças americanas.